# رکورد المپیک
رکورد المپیک بهترین اجرا در تاریخ یک رویداد ورزشی المپیک است که ممکن است در بازی‌های المپیک تابستانی یا بازی‌های المپیک زمستانی رخ داده باشد. از آنجایی که هر کدام از بازی‌های المپیک هر چهار سال یکبار برگزار می‌شود، بیشتر این رکوردها با رکوردهای جهانی مطابقت ندارند. با این وجود شکست آنها دست‌آورد بزرگی برای ورزشکاران است. 